# Las Gorgollitas

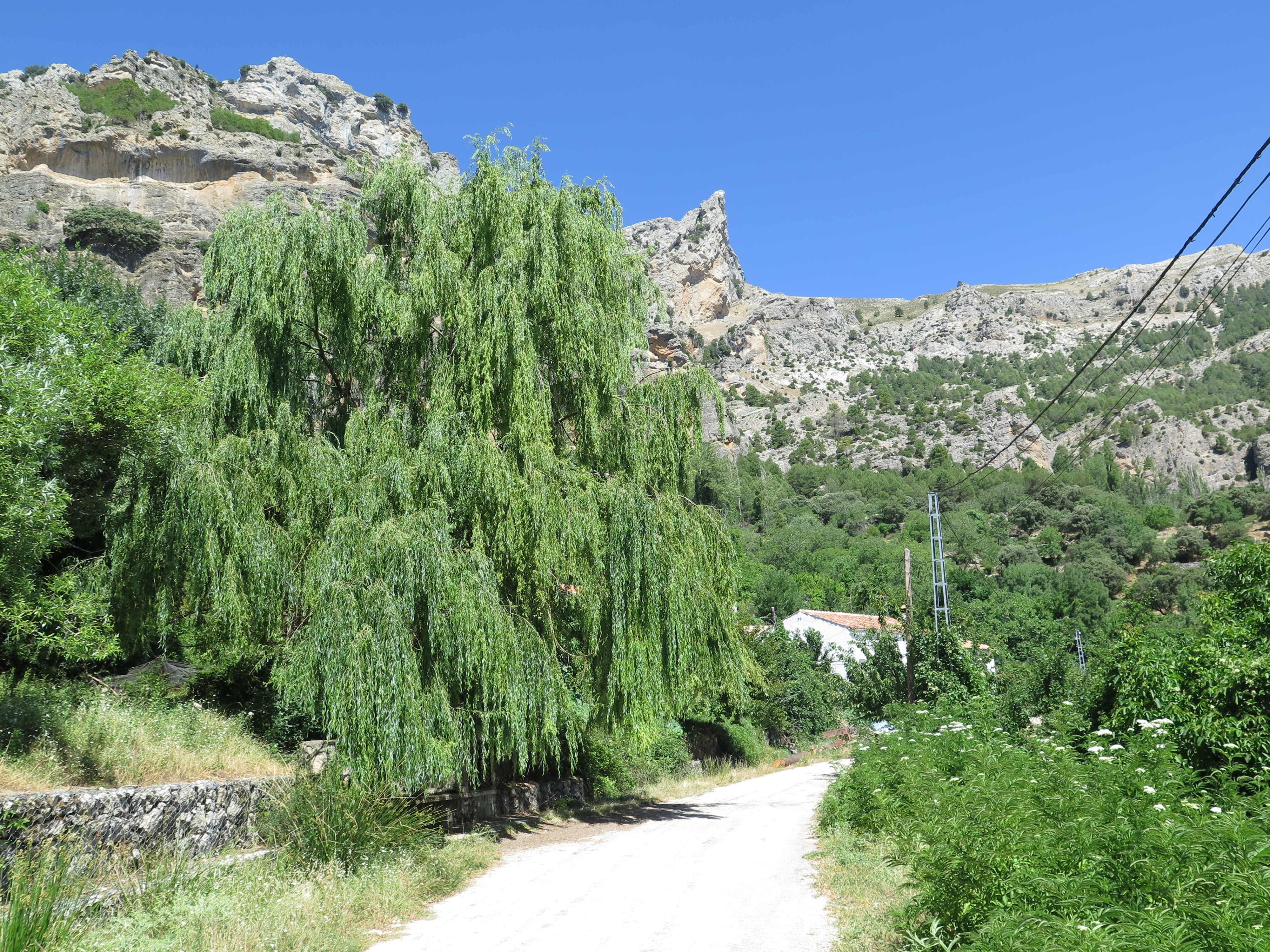
La aldea de Las Gorgollitas en verano

Las Gorgollitas es una aldea perteneciente al municipio de Santiago-Pontones, en la provincia de Jaén (Andalucía, España). Compuesta por varios núcleos, el más destacable es el del Cortijo del Carrascal.

## Historia
En época de dominación árabe, Las Gorgollitas era conocida como Furgalit, dentro del distrito de Segura (Iqlin de Shaqura), formando parte de la Cora de Jaén. En diversas ocasiones se estableció como un reino de taifas propio, con capitalidad en Segura de la Sierra.
De dicha época procede el Castillo de Las Gorgollitas, del que se conservan restos de estructuras del recinto de fortificación y del interior del mismo. Era una fortificación y alquería en la Sierra de Segura, de las que abundaban por ella en época musulmana.

## Geografía
La aldea se sitúa en la vertiente oriental de la Loma del Calar, al noroeste del río Segura y del embalse del Anchuricas. Se encuentra a 34,5 km de Santiago de la Espada por carretera.
En el entorno natural de la aldea, abundante en agua, no faltan fuentes y arroyos, rodeándose la aldea de arbolado espeso, donde abundan los nogales, las huertas y los pinos. Desde la aldea se puede divisar el Calar del Cobo y el Puntal de la Misa, así como el valle del río Segura, conformando una bella panorámica.
Dichas huertas aparecen ya citadas en el "Libro de la Montería" del rey Alfonso XI: 

“…Cabeza las Pozas, que yace del cabo del rio Segura es un buen monte de oso en verano. Et son las vocerias desdel puerto de Marchena fasta Miller. Et la otra desde la puente de Miller fasta el Royo de Miller. Et es el armada en la huerta de Gorgollite et en el Parralejo…”

En las «Relaciones topográficas de los pueblos del reino de Murcia, 1575-1579», se describía el entorno de la aldea de la siguiente manera:

ay otro edifiçio de poblaçion antigua a la parte do sale el sol que se llama Las Gorgollitas esta çinco leguas de Sigura ay nogueras y parras y otros arboles de fruto comunes

## Demografía
La aldea, a fecha de 1 de enero de 2017, contaba con 17 habitantes. Sin embargo, a principios del siglo XX, el periodista y abogado Luis Bello señalaba en su libro Viaje por las escuelas de España (1929) más de doscientos habitantes en Las Gorgollitas.
Evolución de la población
| Gráfica de evolución demográfica de Las Gorgollitas entre 2000 y 2016 |
|                                                                       |
| Población de derecho (2000-2016) según el padrón municipal del INE    |

## Personajes ilustres
En el siglo XI, sobre 1072, en Furgalit, o también Fargaluit, como era conocida Las Gorgollitas en aquella época, nació el poeta y erudito andalusí Abd Allah Muhammad Ibn-Abil Jisal, el «segureño». En su juventud acudía a Jaén a recibir formación por parte del profesor ubetense Abul-Hassan. Posteriormente estudió en Córdoba, centro de la ciencia de al-Ándalus. Como docente, impartió clases en la misma ciudad sobre todas las ramas de la ciencia de la época y ejerció como katib (secretario). Fue asesinado a manos de los bereberes en 1146.